# Limmatschwimmen

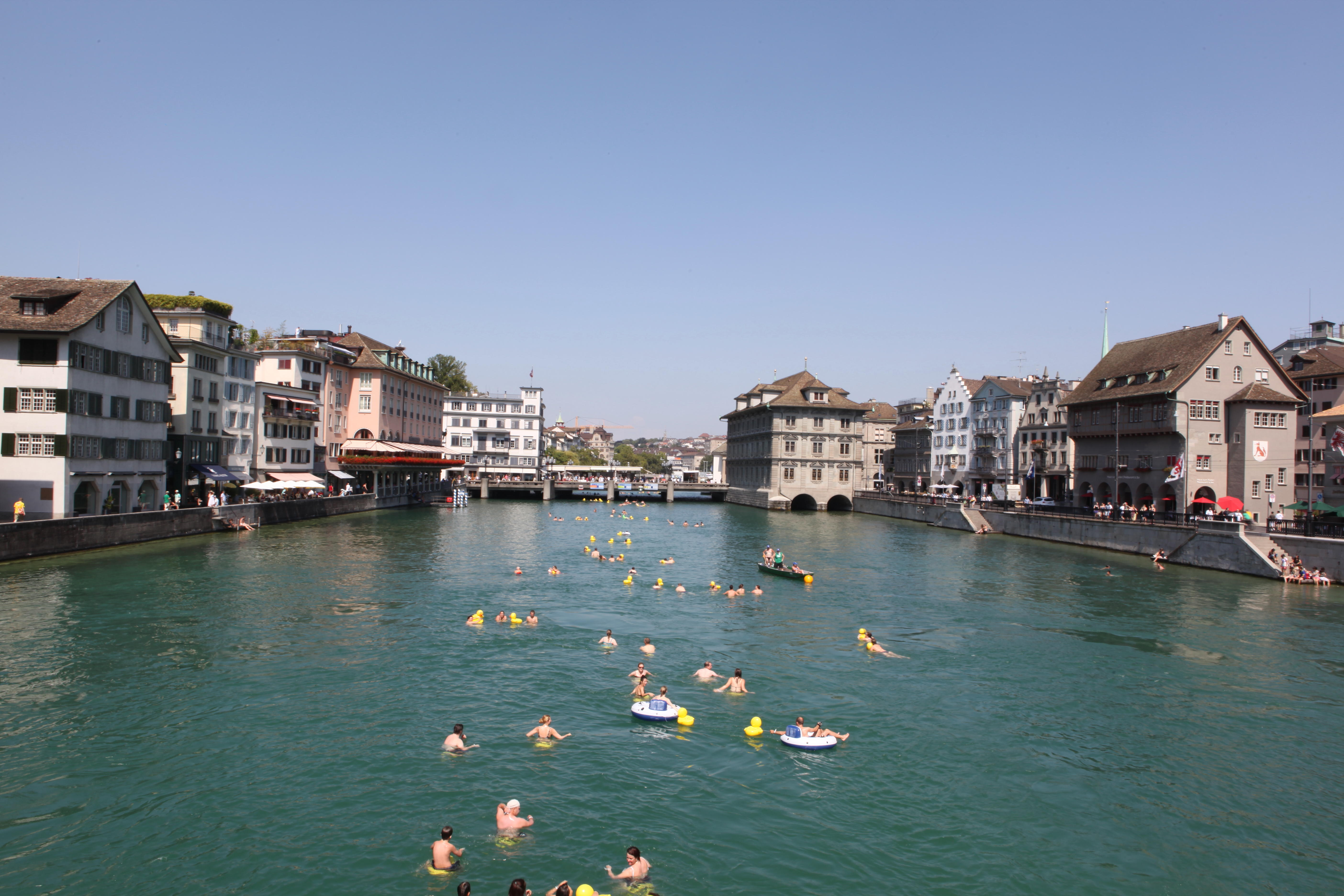
Teilnehmer des Limmatschwimmens 2011 oberhalb der Gemüsebrücke

Das Limmatschwimmen ist eine jährliche Grossveranstaltung des Breitensports in Zürich (Schweiz). Die Teilnehmer schwimmen dabei in der Limmat durch die Innenstadt von Zürich, was sonst verboten ist.

## Geschichte
Das Limmatschwimmen wurde 1945 erstmals durchgeführt vom Schwimmclub Zürileu, damals als Vereins-Wettkampf. Später wurde der Anlass zur Breitensportveranstaltung ausgebaut: «Jeder Zürcher soll einmal im Leben die Limmat durchschwommen haben» lautet das Motto. Generationen von Bürgern folgten diesem Aufruf. 2013 fand das 50. Limmatschwimmen statt; 4200 Schwimmer nahmen teil. In den 1950er Jahren sowie um das Jahr 1980 wurde kein Schwimmen organisiert. 2005 musste der Anlass wegen schlechten Wetters erstmals abgesagt werden. Seither konnten mehrere Anlässe wegen tiefer Temperaturen oder starker Strömung nicht durchgeführt werden.

## Strecke und Durchführung

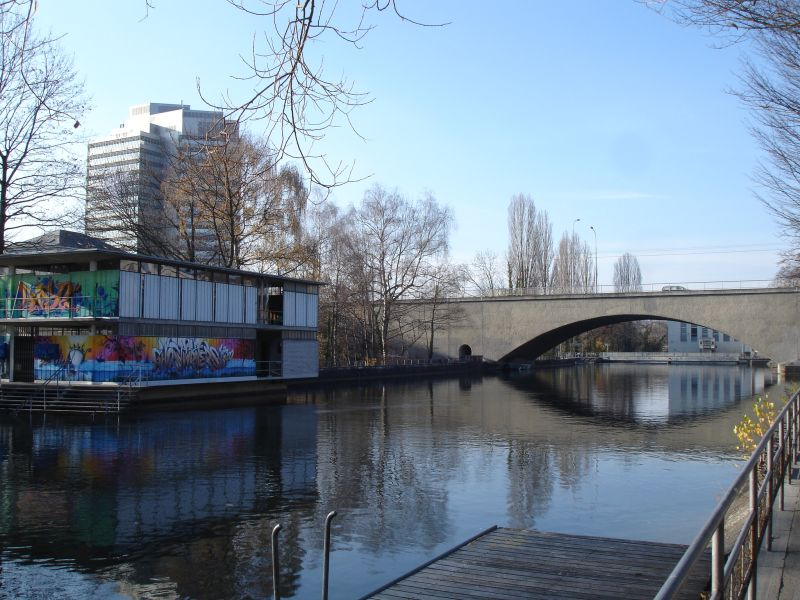
Ziel: Oberer Letten (links)
Brückenspringen: Kornhausbrücke

Termin ist immer das letzte Wochenende der Schulsommerferien. Die Schwimmer starten bei der Frauenbadi, in früheren Jahren bei der Gemüsebrücke und von der Walchebrücke. Ziel ist das zwei Kilometer entfernte städtische Flussbad Oberer Letten. Gestartet wird in verschiedenen Altersklassen für Kinder und Erwachsene, aber auch für Familien und für Wettkampfschwimmer. Die Kleider der Teilnehmer werden vom Start zum Ziel transportiert. Dort gibt es heissen Tee und früher eine Bratwurst und eine Medaille für jeden Teilnehmer.

## Wasserspringen
Wasserspringer der Zürcher Schwimmvereine zeigen ihr Können in verschiedenen Vorführungen. Klippenspringen von der zehn Meter hohen Kornhausbrücke und Clownsprünge von einer drei Meter hohen Plattform gehören zum Programm, beispielsweise mit dem Fahrrad, mit einer Leiter, oder Tandemsprung einer auf den Schultern eines anderen.